# المدرسة الحسنية للأشغال العمومية
المدرسة الحسنية للأشغال العمومية، المتواجدة بمدينة الدار البيضاء هي مدرسة مهندسين متعددة الاختصاصات. أُسست سنة 1971 من طرف وزارة اللأشغال العمومية لتكوين مهندسين في مجال الهندسة المدنية.

## تقديم
سنة 1993، تحولت المدرسة الحسنية للأشغال العمومية إلى مؤسسة عمومية لتكوين الأطر تحت إرشاد وزارة التجهيز والنقل.
و منذ سنة 2004، أصبحت المدرسة تمنح ماستير متخصص في إدارة واستغلال أنظمة النقل بشراكة مع المدرسة الوطنية للقناطر والطرق (فرنسا) و المدرسة الوطنية للأشغال العمومية للدولة (فرنسا) و الكلية المتعددة الاختصاصات بكتالونيا (إسبانيا).
و في مجال البحث العلمي، فالمدرسة تمتلك عدة مختبرات ومراكز البحث مجهزة بالمعدات واللوازم الأساسية.
و زيادة على ذلك، فالمدرسة تمنح للأطر العليا فرصة التكوين المستمر في مجالات متعددة.

## التخصصات ومجالات العمل
- هندسة مدنية
- هندسة الإعلاميات
- هندسة الكهرباء
- هندسة أحوال الطقس
- علوم المعلومات الجغرافية

## الأنشطة الطلابية
إنشاء جريدة ورقية تهتم بالشؤون العامة للطلبة وبحياتهم المدرسية، للتعبير عن مواقفهم وإبداعاتهم في مجالات متنوّعة.

## أنشطة
9 يونيو 2022: إصدار طابع بريدي خاص بالذكرى الـخمسين لتأسيس المدرسة الحسنية للأشغال العمومية.